# Liste der Biografien/Grom
Liste der Biografien |
Portal Biografien |
Personensuche
# |
A |
B |
C |
D |
E |
F |
G |
H |
I |
J |
K |
L |
M |
N |
O |
P |
Q |
R |
S |
T |
U |
V |
W |
X |
Y |
Z |
?
 
Ga |
Gb |
Gc |
Gd |
Ge |
Gf |
Gh |
Gi |
Gj |
Gk |
Gl |
Gm |
Gn |
Go |
Gp |
Gq |
Gr |
Gs |
Gu |
Gv |
Gw |
Gy |
Gz
 
Gra |
Grb–Grd |
Gre |
Grg |
Gri |
Grj |
Grk |
Grl |
Grm |
Gro |
Grs |
Gru |
Gry |
Grz
 
Groa |
Grob |
Groc |
Grod |
Groe |
Grof |
Grog |
Groh |
Groi |
Groj |
Grok |
Grol |
Grom |
Gron |
Groo |
Grop |
Gros |
Grot |
Grou |
Grov |
Grow |
Groy |
Groz
Die Liste der Biografien führt alle Personen auf, die in der deutschsprachigen Wikipedia einen Artikel haben. Dieses ist eine Teilliste mit 58 Einträgen von Personen, deren Namen mit den Buchstaben „Grom“ beginnt.

## Grom
- Grom, Bernhard (* 1936), deutscher katholischer Theologe und Hochschullehrer
- Grom, Edeltraud (* 1966), deutsche Fußballspielerin
- Grom-Rottmayer, Hermann (1877–1953), österreichischer Maler und Bühnenlichttechniker

### Groma
- Gromača, Tatjana (* 1971), kroatische Schriftstellerin
- Gromadski, Witali Alexandrowitsch (* 1928), ukrainisch Sänger der Stimmlage Bass
- Gromadziński, Jarosław (* 1971), polnischer Generalleutnant
- Gromaire, Marcel (1892–1971), französischer Maler und Graphiker
- Groman, Herman (1882–1954), US-amerikanischer Leichtathlet
- Gromann, Margret, deutsche Sprachforscherin und westfälische Regiolektdichterin
- Gromann, Nikolaus († 1566), Baumeister der Renaissance
- Gromann, Sebastian, Bildhauer der Renaissance in Gotha
- Gromatzki, Boris (* 1978), deutscher Filmeditor

### Gromb
- Gromball, Hannes (1932–2015), deutscher Schauspieler und Synchronsprecher

### Grome
- Grome, Emma (* 2002), US-amerikanische Volleyballspielerin
- Gromee (* 1978), polnischer DJ, Remixer und Musikproduzent
- Gromer Khan, Al (* 1946), deutscher Sitarspieler, Komponist und Autor
- Gromer, Aristide (1908–1966), französischer Schachspieler
- Gromer, David (* 1973), deutscher Regisseur, Drehbuchautor, Schauspieler und Fernsehmoderator
- Gromer, Georg (1883–1952), deutscher Politiker (CSU), MdL Bayern
- Grömer, Gernot (* 1975), österreichischer Fernsehmoderator und Wissenschaftskommunikator
- Gromer, Peter (* 1955), deutscher Fußballspieler
- Gromer, Werner (1929–1995), deutscher Fußballspieler
- Gromes, Hartwin (* 1941), deutscher Theaterwissenschaftler, Dramaturg und Autor
- Gromes, Raphaela (* 1991), deutsche CellistinRaphaela Gromes (* 1991)

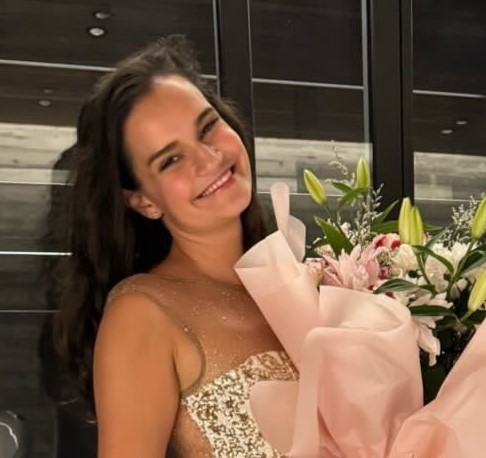
Raphaela Gromes (* 1991)

### Gromi
- Gromier, Léon (1879–1965), französischer Priester
- Gromilovich, Alfred (* 1922), deutscher Ingenieur und Mitglied der Volkskammer der DDR
- Gromitsaris, Athanasios, Rechtswissenschaftler und Hochschullehrer

### Groml
- Gromley, Cole (* 1999), US-amerikanischer Tennisspieler
- Grömling, Willy (1914–1991), deutscher Bäckermeister und Politiker (CSU)

### Gromm
- Gromm, Michael (1943–2015), britischer Schriftsteller
- Grommen, Joshua (* 1996), philippinischer Fußballspieler
- Grommerch, Anne (1970–2016), französische Politikerin, Mitglied der Nationalversammlung
- Grommes, Christian (1884–1951), deutscher Jurist und Politiker
- Grommes, Herbert (* 1965), belgischer Politiker
- Grommes, José (* 1965), belgischer Politiker

### Gromn
- Gromnica-Ihle, Erika (1940–2024), deutsche Ärztin

### Gromo
- Gromoglassowa, Anastassija Nikolajewna (* 1984), russische Pianistin
- Gromoll, Detlef (1938–2008), deutscher Mathematiker
- Gromova, Alina (* 1980), deutsche Europäische Ethnologin, Wissenschaftliche Mitarbeiterin des Jüdischen Museums Berlin
- Gromow, Alexei Alexejewitsch (* 1960), russischer Politiker
- Gromow, Boris Wsewolodowitsch (* 1943), russischer Militär und Politiker
- Gromow, Felix Nikolajewitsch (1937–2021), sowjetischer Marineoffizier, russischer Flottenadmiral
- Gromow, Michail Leonidowitsch (* 1943), sowjetisch-französischer Mathematiker
- Gromow, Michail Michailowitsch (1899–1985), sowjetischer Pilot
- Gromowa, Jewgenija Sergejewna (* 1988), russische Schauspielerin
- Gromowa, Julija Nikolajewna (* 1974), russische Marathonläuferin
- Gromowa, Ljudmila Pawlowna (* 1942), russische Kunstturnerin
- Gromowa, Marija Igorewna (* 1984), russische Synchronschwimmerin
- Gromowa, Serafima Andrejewna (1923–2013), sowjetisch-russische Elektroingenieurin
- Gromowa, Wera Issaakowna (1891–1973), russische bzw. sowjetische Paläontologin
- Gromowa-Opulskaja, Lidija Dmitrijewna (1925–2003), sowjetische und russische Literaturwissenschaftlerin
- Gromowski, Martin (* 1983), deutscher Trampolinspringer

### Gromp
- Grompe, Katharina (* 1993), deutsche Leichtathletin

### Groms
- Gromsch, Georg (1855–1910), deutscher Oberbaurat
- Gromstad, Tor Marius (1989–2012), norwegischer Fußballspieler

### Gromy
- Gromyko, Alexei Anatoljewitsch (* 1969), russischer Historiker
- Gromyko, Anatoli Andrejewitsch (1932–2017), russischer Diplomat und Wissenschaftler
- Gromyko, Andrei Andrejewitsch (1909–1989), sowjetischer Politiker, langjähriger AußenministerAndrei Andrejewitsch Gromyko (1909–1989)

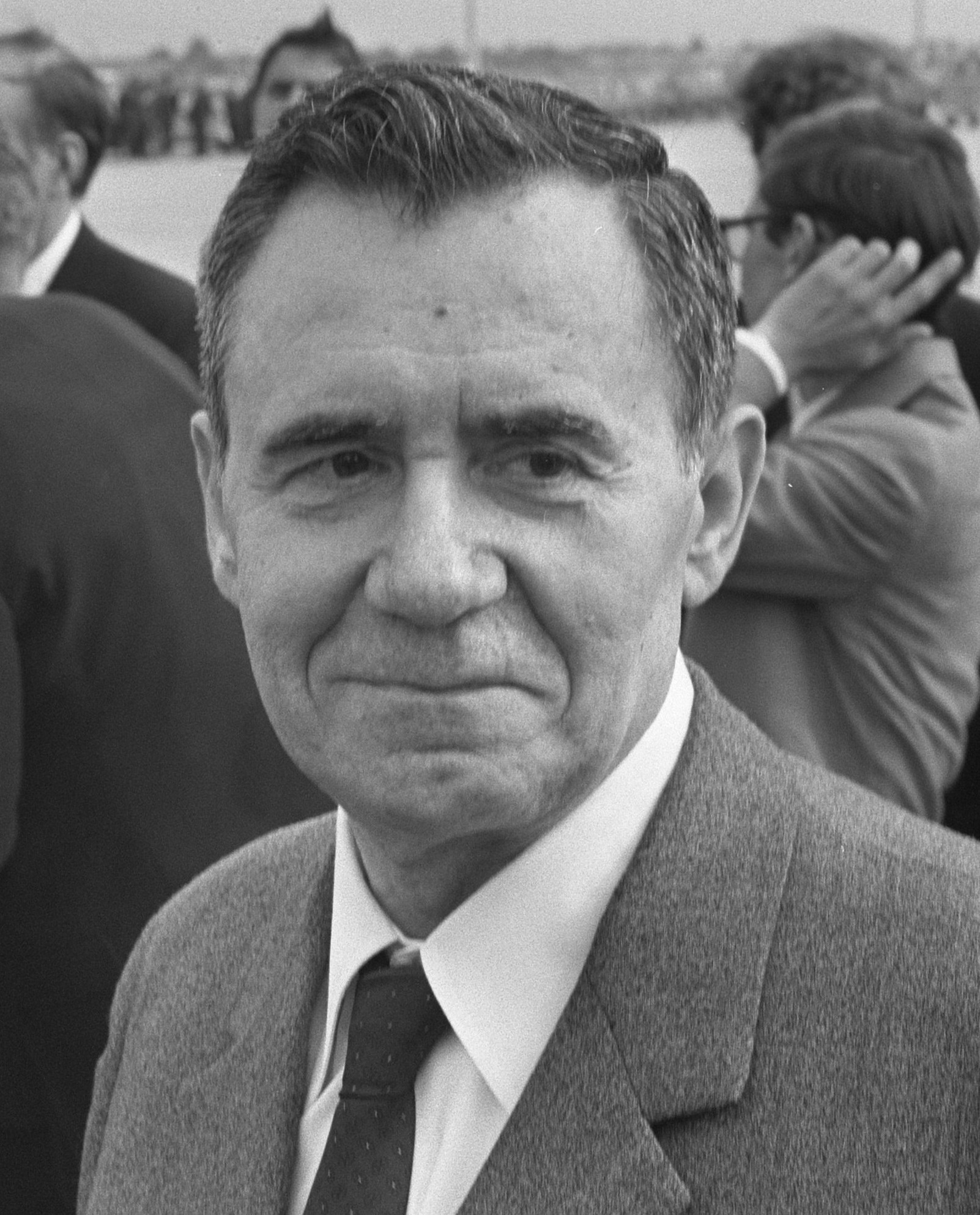
Andrei Andrejewitsch Gromyko (1909–1989)